# Nicolò Vito di Gozze
Nicolò Vito di Gozze, en latin Nicolaus Vitus Gozius, en croate  Nicolas Gučetić ou Vitov Nikola Gučetić, né en  1549 et mort en 1610 à Raguse, est un homme politique de Raguse. Philosophe et  écrivain de langue italienne et latine, il fut l'un des premiers scientifiques à s'intéresser à la spéléologie. Son œuvre et conservée dans les archives du Vatican, et à Pesaro.

## Biographie
Membre  de la noble maison de Gozze, qui fournit à la république l'écrivain Dživo Gučetić (1451–1502), et dont l'arboretum de leur pavillon de Trsteno compte parmi les plus anciennes au monde, Nicolas de Gozze a commencé ses études à Raguse et les a poursuivies en Italie. On pense qu'il possédait la plus grande bibliothèque privée de la république de Raguse. Occupé par le commerce, les finances, et d'autres fonctions officielles de la république, il fut élu duc de Raguse par sept fois (au début du XVIIe siècle). Le pape Clément VIII lui a décerné un doctorat en philosophie ainsi qu'une licence de théologie.
Marié à Maria Gondola, elle-même philosophe, il lui doit la dédicace de ses Discorsi di mestre Nicolò Vito di Gozze, le metheore d'Aristotile, Ridotti in Dialogo e divisi en quatro Giornate, sous le titre : "Alla non men bella, che virtuosa e gentil donna Fiore Zuzori de Ragugia" Venetiis et qui leur valut la censure en 1582.
Son épouse, Maria, femme de lettres résolument critique à l'égard de la société de Raguse n'avait pas apprécié les attaques dont avait été la cible son amie Flora Zuzzeri. On lui doit également une Querelle des Femmes dans la Raguse de la Renaissance.
Membre de l'Académie de Pérouse, Gozze écrivait à la fois en italien et en latin.

## Travaux

### Amour
En 1581, Gozze donne Dialogo d'amore detto Antos ("Dialogue d'amour intitulé : Anthos") selon l'esprit de Platon. Il y expose, dans un dialogue imaginaire entre sa femme et son frère, ses idées de réconciliation dans l'amour universel. Au passage, il offre une galerie de portraits des femmes les plus douées de leurs temps.

### Philosophie
Dans ce domaine, Gozze est un aristotélicien classique. Néanmoins son intérêt pour la philosophie, la théologie, la pédagogie, l'économie, l'esthétique, l'éthique, la cosmologie, et la science politique font de lui un humaniste incontournable. Il réfléchit de façon pragmatique aux relations familiales, au rôle de l'état et de l'économie, et cela donne une théorie de l'État particulièrement  empirique, mais qui ne néglige ni sa structure ni son fonctionnement. Il propose également des réflexions sur le pays idéal. Cela suppose pour lui un peuple et un état national dans lequel les principes suprêmes de la justice, de l'égalité devant la loi sont respectés. Selon Gozze, dans son livre Dello stato delle republiche, imprimé à Venise en 1591, et qui se réclame toujours d'Aristote, les fondements de l'État reposent sur la liberté.

### Spéléologie
En dépit de la haute valeur de ses productions littéraires, la grande originalité de Gozze réside néanmoins dans son travail d'observateur scientifique.
Il explique dans Sopra le Metheore d'Aristotile  les origines des vents en général et en particulier ceux issus des grottes par un processus d'évaporation due au soleil. Il remarque que c'est un phénomène de surface, ce qu'il explique par l'accélération de l'air ambiant dans ces passages, et des considérations similaire à celles de l'hydraulique. L'humidité et la présence de lacs souterrains, favorables selon lui à l'apparition de stalactites et de stalagmites freinant alors la création de tels "courants d'air".

## Publications
- Nicolai Viti Gozii Patritii Reip. Ragusinae commentaria in sermones Averoes De Substantia Orbis (...), Venezia 1580
- Dialogo dell'Amore detto Anthos secondo la mente di Platone, Venezia 1581
- Dialogo della Bellezza detto Anthos secondo la mente di Platone, Venezia 1581
- Discorsi di Nicolò Gozze (...) sopra Le Metheore di Aristotele (...), Venezia 1584
- Discorsi della penitenza sopra i Sette Salmi Penitenziali di David (...), Venezia 1589
- Governo della Famiglia di N. Vito di Gozze (...), Venezia 1589
- Dello stato delle Repubbliche secondo la mente di Aristotele con esempi moderni (...), Venezia 1591  ("à propos des météores d'Aristote"), publié en 1584 et en 1585 à  Venise. En fait un commentaire des  explications des phénomènes  naturels données par Aristote.
- Nicolai Viti Gozzi (...) Psalmum Commentarius, Venezia 1600
- Nicolai Viti Gozzi (...) Commentari in Tres Psalmos XV, XXV et CXXIV (...), Venezia 1601

## Sources et références
- Louis Comte de Voinovitch : Histoire de Dalmatie